# 좋아! 좋아! 스킵!
〈좋아! 좋아! 스킵!〉(スキ!スキ!スキップ! 스키!스키!스킵푸![*])은 HKT48의 데뷔 싱글이다.

## 개요
캐치프레이즈는, 〈여자 아이는, 사랑을 하면 하늘을 난다〉.

## 수록곡

### Type-A
CD
1. スキ!スキ!スキップ! / 좋아! 좋아! 스킵!
(작사: 아키모토 야스시 / 작곡: 코바야시 유우지 / 편곡: 무토 세이지)
2. お願いヴァレンティヌ / 부탁해 발렌타인
(작사: 아키모토 야스시 / 작곡: 오가와 코터 / 편곡: 이쿠타 마신)
3. 片思いの唐揚げ / 짝사랑의 튀김 - 아마쿠치 히메
(작사: 아키모토 야스시 / 작곡·편곡: 와카타베 마코토)
4. スキ!スキ!スキップ! off vocal ver.
5. お願いヴァレンティヌ off vocal ver.
6. 片思いの唐揚げ off vocal ver.

DVD
1. スキ!スキ!スキップ! Music Video
2. 片思いの唐揚げ Music Video
3. 특전 영상 〈도쿄 수학여행〉

### Type-B
CD
1. スキ!スキ!スキップ! / 좋아! 좋아! 스킵!
2. お願いヴァレンティヌ / 부탁해 발렌타인
3. 今がイチバン / 지금이 제일 - 우마쿠치 히메
(작사: 아키모토 야스시 / 작곡: 야마모토 카즈히코 / 편곡: 무토 세이지)
4. スキ!スキ!スキップ! off vocal ver.
5. お願いヴァレンティヌ off vocal ver.
6. 今がイチバン off vocal ver.

DVD
1. スキ!スキ!スキップ! Music Video
2. 今がイチバン Music Video
3. 특전 영상 〈하카타 관광 안내〉

### Type-C
CD
1. スキ!スキ!スキップ! / 좋아! 좋아! 스킵!
2. お願いヴァレンティヌ / 부탁해 발렌타인
3. 制服のバンビ / 교복의 밤비
(작사: 아키모토 야스시 / 작곡: 와카타베 마코토 / 편곡: 노나카 “마사” 유이치)
4. スキ!スキ!スキップ! off vocal ver.
5. お願いヴァレンティヌ off vocal ver.
6. 制服のバンビ off vocal ver.

DVD
1. スキ!スキ!スキップ! Music Video
2. 특전 영상 〈멤버 전원 한발 개그집〉

### 극장반
CD
1. メロンジュース / 멜론 주스
2. そこで何を考えるか? / 거기서 무엇을 생각할까?
3. キレイゴトでもいいじゃないか? / 겉치레만이라도 괜찮지 않아?
(작사: 아키모토 야스시 / 작곡: 후사오 / 편곡: 사사키 유)
4. スキ!スキ!スキップ! off vocal ver.
5. お願いヴァレンティヌ off vocal ver.
6. キレイゴトでもいいじゃないか? off vocal ver.

## 선발 멤버

### 좋아! 좋아! 스킵!
(센터:타시마 메루)
- 팀H: 아나이 치히로, 우에키 나오, 오오타 아이카, 코다마 하루카, 사시하라 리노, 시모노 유키, 나카니시 치요리, 마츠오카 나츠미, 미야와키 사쿠라, 무라시게 안나, 모토무라 아오이, 모리야스 마도카, 와카타베 하루카
- 연구생: 타시마 메루, 토모나가 미오, 후치가미 마이